# Schloss Ivenack

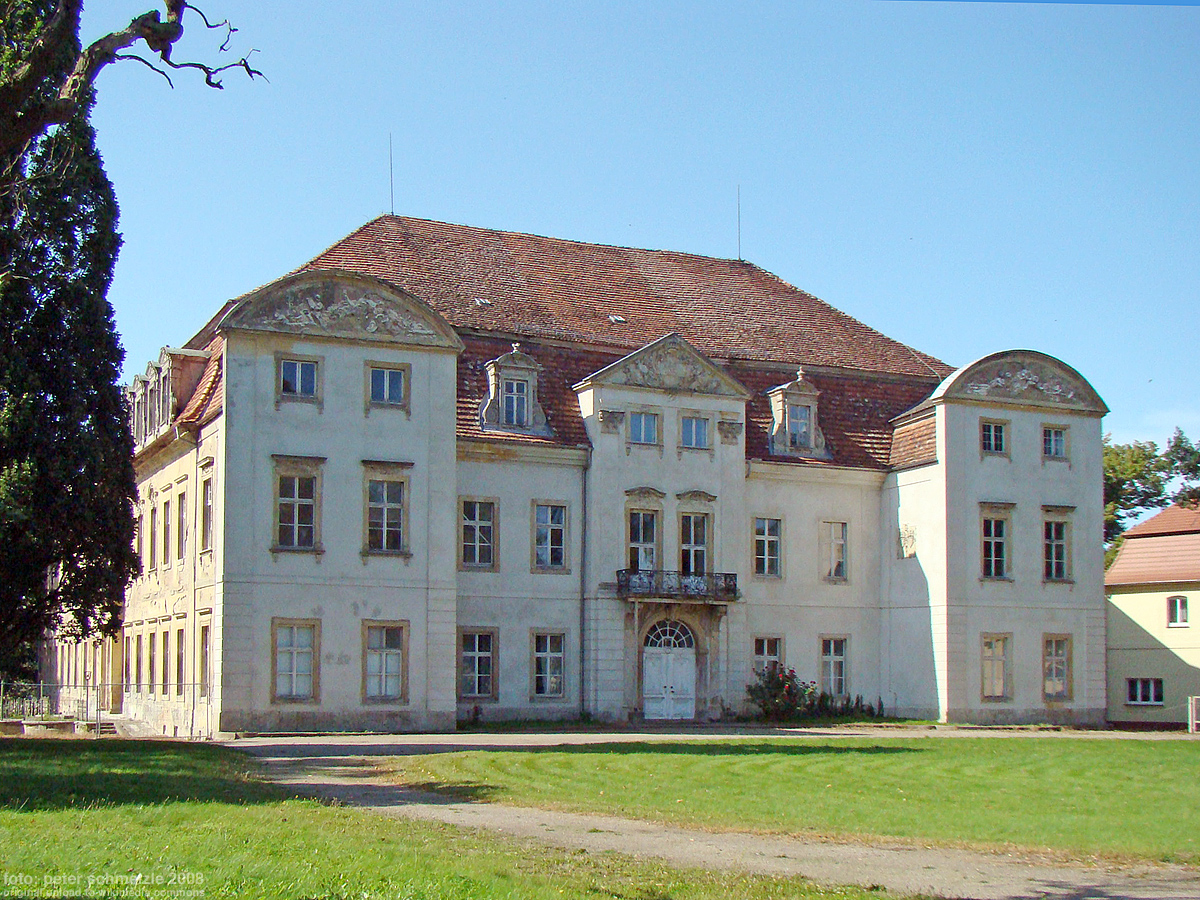
Ivenacker Schloss

Das Schloss (eigentlich: Herrenhaus) in Ivenack zehn Kilometer östlich von der Reuterstadt Stavenhagen im Landkreis Mecklenburgische Seenplatte geht auf ein ehemaliges Zisterzienserinnenkloster aus dem 13. Jahrhundert zurück, das im Zuge der Reformation aufgehoben und zu einem herzoglich mecklenburgischen Amt mit Fürstensitz wurde. Nach der Zerstörung der Anlage im Dreißigjährigen Krieg und Besitzerwechsel durch Gütertausch 1709 wurde im 18. Jahrhundert ein neues Herrenhaus errichtet, das im frühen 19. Jahrhundert im Wesentlichen zu seiner heutigen Gestalt erweitert wurde. Ivenack gehörte wegen seines ausgedehnten Schlossparks mit jahrhundertealten Eichen und der berühmten Vollblutzucht der Grafen von Plessen auf Ivenack zu den bekanntesten Gütern in Mecklenburg.

## Geschichte

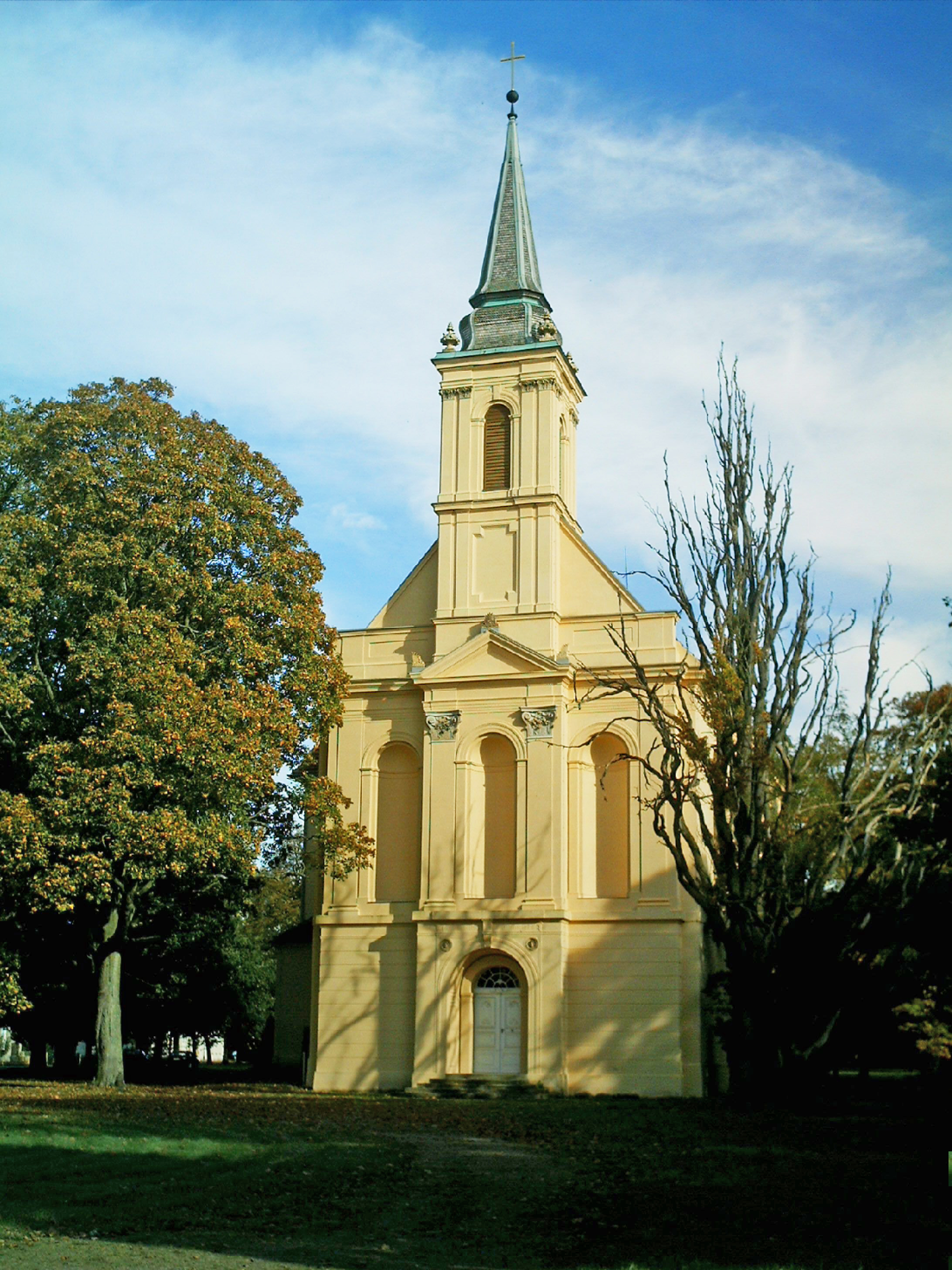
Ivenacker Kirche

### Gründung als Zisterzienserinnenkloster
Auf dem Gelände des jetzigen Ivenacker Schlosses befand sich ursprünglich ein Nonnenkloster des Zisterzienserordens, der in der Kolonisationszeit für die Mecklenburgische Landwirtschaft Bedeutung erlangt hatte. Dieses wurde im Jahr 1252 von dem Stavenhagener Stadtgründer, dem Ritter Reimbern von Stove, gestiftet. Davon zeugte später noch eine erhaltene lateinische Inschrift der großen Glocke in der Ivenacker Kirche: „Anno post Christum natum MCCLII fundatur monasterium iuenack a remberno de stouen inhabitatore castri (in) stouenhagen.“ Die Gründungsurkunde des Klosters war auf den 15. Mai 1252 datiert, und es wurde von dem Bischof Conrad von Cammin geweiht. Im Jahr 1401 bestätigten die Brüder Nikolaus V. und Christoph von Werle die Rechte und Privilegien des Klosters. Zu dieser Zeit war die Nonne Wendula Wilde dessen Priorin. Über die weitere Geschichte des Klosters wurde in der Geschichtsschreibung wenig berichtet. Der Klosterbesitz war sehr groß und durch zahlreiche Schenkungen der Herzöge von Pommern und der Landesritterschaften Mecklenburgs und Pommerns immer weiter angewachsen.

### Säkularisation
Im Zuge der Reformation wurde das Kloster zwischen 1550 und 1560 auf Bestreben von Herzog Johann Albrecht I. säkularisiert. Eine zweite Inschrift an der großen Kirchenglocke der Ivenacker Kirche bezeugte, dass bereits 1555 der amtierenden Äbtissin Anna Kamptz zwei weltliche Beamte des Herzogs, der Präfekt Claus Pentz und der Quästor Otto Schröder, sowie ein evangelischer Geistlicher zur Seite standen. Die vollständige Auflösung vollzog sich in den nachfolgenden Jahren. Im Jahr 1557 lebten aber noch Klosterfrauen in der Anlage.
Nachdem Herzog Johann Albrecht I. im Juni 1549 auf dem Sternberger Landtag den lutherischen Glauben für die vereinten Landstände durchgesetzt und damit landesgesetzlich die Reformation in Mecklenburg eingeführt hatte, löste er ab 1552 fast sämtliche mecklenburgischen Klöster auf und verleibte sie den herzoglichen Domänen ein. Aus dem vormaligen Klosterbesitz wurde mit der Säkularisation das sogenannte herzogliche Amt Ivenack gebildet. Johann Albrecht wollte seinen neuen räumlich arrondierten Besitz bei seinem Tod (1576) auch zeitlich dadurch festigen und zusammenhalten, indem er für seine Nachkommenschaft das Erstgeburtsrecht letztwillig verfügte. Demzufolge verordnete er, dass sein jüngerer Sohn, der Herzog Sigismund August von Mecklenburg, wegen Schwachsinns von der Erbteilung ausgeschlossen sein sollte und stattdessen mit verschiedenen Ämtern, darunter auch dem Amt Ivenack, jedoch ohne Landeshoheit, und mit einer jährlichen Zahlung von 6000 Gulden aus der Kammer, abgefunden werden sollte. Diese Regelung zielte zwar auf die Einführung der Primogenitur im Hause Mecklenburg, jedoch hatte sie keinen nachhaltigen Erfolg.

### Besitzwechsel und Bau des Schlosses im 16. Jahrhundert
Zuvor sah sich Herzog Johann Albrecht I. wegen seiner Schulden 1572 jedoch genötigt, das Amt Ivenack an seinen Gläubiger zu verpfänden. Er übergab das Amt Ivenack dem mecklenburgischen Adligen Werner Hahn zu Basedow als Pfand zur Sicherheit für die Summe von 15.000 Talern, die er sich nach und nach von ihm geliehen hatte. Sein älterer Bruder, Herzog Ulrich, hatte als Vormund der Kinder Johann Albrechts für diese noch weitere 22.500 Taler von ihm geliehen, und der Gläubiger Hahn erhielt dafür 1578 den Ivenackschen Besitz als wiederkäufliches Pfand für neun Jahre. Diese Frist war noch nicht ganz abgelaufen, als ihm Ende 1586 durch die Vermittlung des Herzogs Adolf von Holstein, des künftigen Schwiegervaters des Herzogs Johann VII., Ivenack wieder abgekauft wurde, um mit dem Gut gemäß der testamentarischen Verfügung seines Vaters Johann Albrecht I. verfahren werden konnte. Nach erlangter Volljährigkeit nahm Herzog Sigismund August gemäß dem Vertrag Adolf von Holsteins von 1586 seinen Wohnsitz zu Ivenack, wo sein Bruder, Johann VII., für ihn um 1590 das Schloss hatte bauen lassen.
Nach einem Verzeichnis des Inventars von 1605 war das Gebäude drei Gemächer hoch und hatte zum Platz hin inwendig drei kleine und einen großen aufgezogenen steinernen Giebel, dazwischen stand ein großer Windelturm, der mit Blei gedeckt war und drei Schornsteine hatte. Es ist daher anzunehmen, dass das Haus von einem ähnlichen architektonischen Charakter gewesen ist, wie das Haus mit den Reliefziegeln auf dem herzoglichen Residenzschloss zu Schwerin. Hinsichtlich der Zeit der Erbauung lässt die kurze Regierungszeit des Herzogs Johann VII. (1585–1592) keinen weiten Spielraum. Darauf, dass das Schloss vor dem traurigen Ende des Fürsten vollendet gewesen ist, deutete die Nachricht, dass dieser am 4. März 1592 mit seiner jungen Gemahlin, Sophia von Holstein, von Stargard aus seinen Bruder Sigismund August in Ivenack besuchte.
Herzog Sigismund August vermählte sich im nächsten Jahr mit der Prinzessin Clara Maria von Pommern-Barth und hielt mit ihr zu Ivenack Hof bis zu seinem Tod, der nach siebenjähriger kinderloser Ehe am 5. September 1600 im Alter von 40 Jahren zu Ivenack erfolgte.
Die Ivenacker Güter wurden daraufhin ab 1605 für 20 Jahre an den Oberst Nicolaus von Peccatel verpachtet, von 1621 bis 1632 waren sie an den Hauptmann Christoph von Neuenkirchen verpfändet.

### Zerstörung im Dreißigjährigen Krieg
Im Verlauf des Dreißigjährigen Krieges wurde die gesamte Anlage weitgehend zerstört, und die zum Gut gehörenden Ortschaften hatten stark gelitten. Ein Visitationsbericht von 1649 machte das Ausmaß der Zerstörung für Ivenack und die dazugehörigen Nebengüter Basepohl, Fahrenholz, Goddin, Grischow, Klockow, Krummsee, Wackerow, Weitendorf und Zolkendorf deutlich. Hiernach lag Basepohl ganz öde und wüst, während bei guter Zeit 16 Bauern und 9 Kossaten darin gewohnt hatten. In Ivenack gab es vor dem Krieg acht Bauern und 17 Kossaten, nach dem Krieg zählte man nur acht Personen nebst dem Schmied und dem Müller. Krummsee lag wüst, in Grischow waren von zwölf Bauern und sechs Kossaten nur zwei Personen übrig geblieben, Klockow und Goddin waren ganz menschenleer. In Zolkendorf waren die drei Bauern geblieben, aber von den drei Kossatenfamilien fand sich keine Spur mehr. In Weitendorf, wo vor dem Krieg sechs Bauern und vier Kossaten gelebt hatten, gab es nur noch zwei bewohnte Bauernhöfe, während in Wackerow statt der früheren zwei Bauern und sechs Kossaten im Jahre 1649 drei Bauern und ein Kossate vorhanden waren. Die Fahrenholzer Gemeinde, sonst aus zwölf Bauern und sieben Kossaten bestehend, zählte nur sieben Personen. Von insgesamt 59 Bauern und 52 Kossaten war die Bevölkerung der Güter auf acht Bauern und einen Kossaten heruntergegangen. Diese repräsentierten zusammen mit zwei Handwerkern und 17 Dienstleuten die ganze Einwohnerschaft des Güterkomplexes. Im Jahre 1703 lebten insgesamt schon wieder 404 Einwohner auf den Ivenacker Gütern und 1859 wurden dort bereits wieder 1876 Einwohner gezählt.

### Übergang vom Domanium zur Ritterschaft

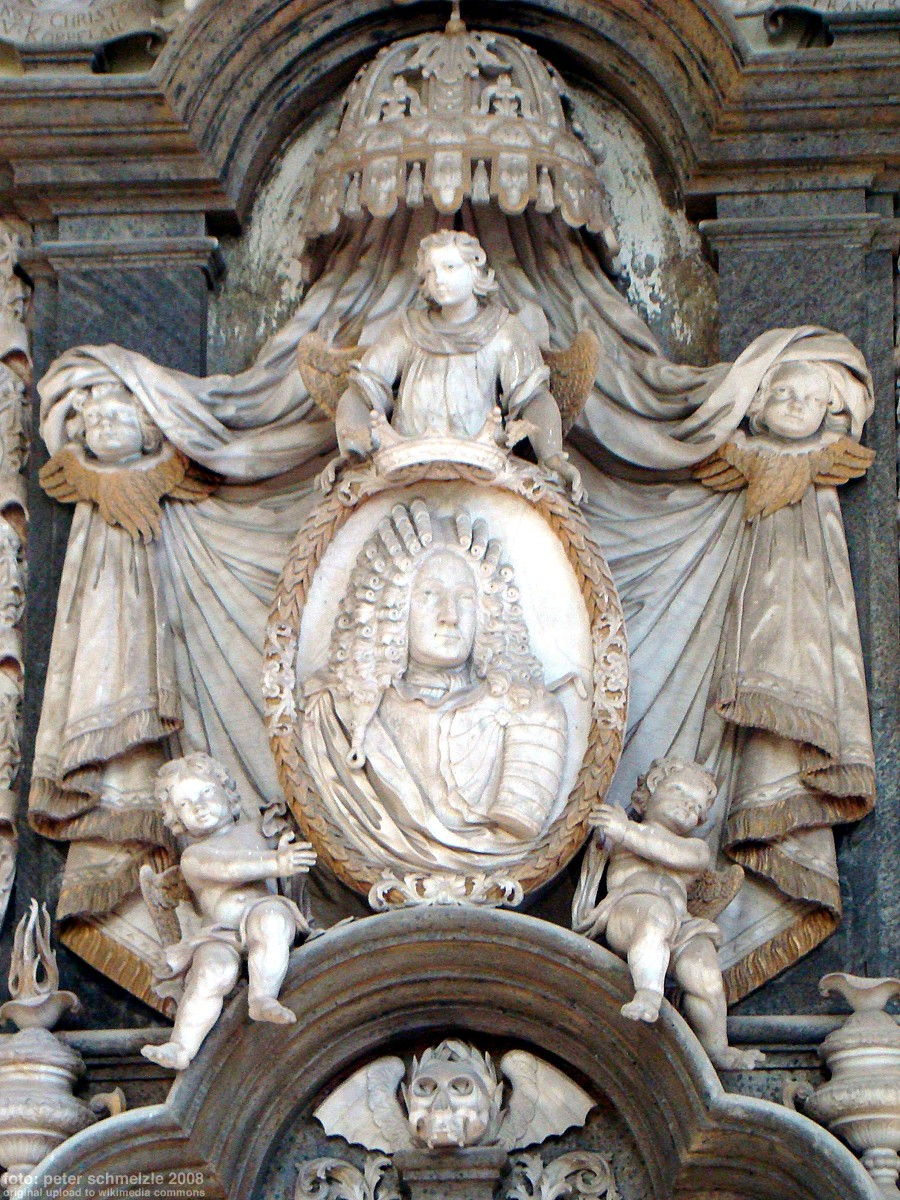
Porträt des Schloss-Erbauers Ernst Christoph von Koppelow auf seinem Epitaph in der Kirche

Nachdem die Güter im Laufe des 17. Jahrhunderts als Teil des Domaniums des Herzogs immer von der herzoglichen Kammer verpachtet gewesen waren, trat im ersten Jahrzehnt des 18. Jahrhunderts eine grundlegende Veränderung in den Besitzverhältnissen ein, durch welche das vormalige „Domanial-Amt Ivenack“ zu einem ritterschaftlichen Gut im Zuständigkeitsbereich des ungefähr 150 km weit entfernten ritterschaftlichen Amtes Wittenburg wurde.
Herzog Friedrich Wilhelm I. von Mecklenburg-Schwerin wollte sein Jagdrevier um die Güter Bakendorf und die angrenzenden Güter der Hagenower Gegend im ritterschaftlichen Amt Wittenburg erweitern, die zu seinem bevorzugten Jagdrevier nahe seiner Residenz zählten. Die Güter standen im Besitz des Geheimen Rats Ernst Christoph von Koppelow, den er im Jahre 1709 zu einem Tauschvertrag drängte, mittels dessen Koppelow im Tausch für seine bisherigen Besitztümer das bis dahin herzogliche Amt Ivenack mit den zugehörigen Nebengütern erhielt.
Koppelow erhielt das Amt Ivenack, also den ganzen ehemaligen Klosterbesitz, als ein freies Allodium, jedoch mit dem Vorbehalt der landesfürstlichen Hoheiten und Gerechtigkeiten und auch der Reichs-, Kreis- und gemeinen Landbesteuerung. Außerdem erhielt er dazu noch 5000 Taler zum Bau eines neuen Wohnhauses – der Tauschvertrag besagte, dass „zu Ivenack keine tüchtige Wohnung“ vorhanden war. Friedrich Wilhelm I. ließ den Tausch von seinen jüngeren Brüdern Karl Leopold und Christian Ludwig II. von Mecklenburg-Schwerin, dem Herzog Adolf Friedrich III. von Mecklenburg-Strelitz bestätigen und holte dazu eine kaiserliche Konfirmation ein. In den Urkunden ist bezeugt, dass sich Koppelow nur schweren Herzens auf den Tauschhandel einließ. Der dänische Gutsbesitzer Friedrich von Buchwald berichtete nach einem Besuch über Ivenack:
„Ivenack gehörte bis 1709 zu den herzoglichen Domainen, und war damals unter dem Namen des Mecklenburgischen Siberiens bekannt, weil der wenigste Teil angebaut, und das Meiste Wald und Morast war. Es war daher auch nur zu 2.000 Reichstaler jährlicher Einkünfte angeschlagen. In dem angeführten Jahre ward es gegen ein anderes Gut, welches der Koplovschen Familie zugehörte, und mitten in der herzoglichen Wildbahn lag, vertauscht.“
Erst durch Koppelow und seine Nachfolger habe sich die Situation in Ivenack geändert:
„Seit dieser Zeit sind die Besitzer desselben fleissige und vermögende Landleute gewesen. Durch Abgrabung und Ausrottung der Moräste, welche nicht torfartig, sondern fett und lehmig waren, ist ein Meierhof nach dem andern angelegt worden: so dass hier nun zusammen 700 Kühe gehalten werden, welche das Stück zu 10 Reichstaler verpachtet sind. Auf den Feldern stand der Weizen sehr gut; aber vornämlich fiel mir Roggen in die Augen, welcher ganz ohne Unkraut, ja wo nicht ein Grashälmchen in der Erde, zu sehen war. Die Ähren waren lang und glatt, und die Körner fast so groß und gelb, wie Weizenkörner.“
Der Name „Amt Ivenack“ bezeichnete fortan das Hauptgut zu den zugehörigen neun Nebengütern, das seit dem Tausch im Jahr 1709 zur Besteuerung dem ritterschaftlichen Amt Wittenburg auf dem Gebiet der Ritterschaft im Herzogtum Mecklenburg-Schwerin zugelegt worden war.

### Wiederaufbau des Schlosses und Besitzverhältnisse bis zum 20. Jahrhundert

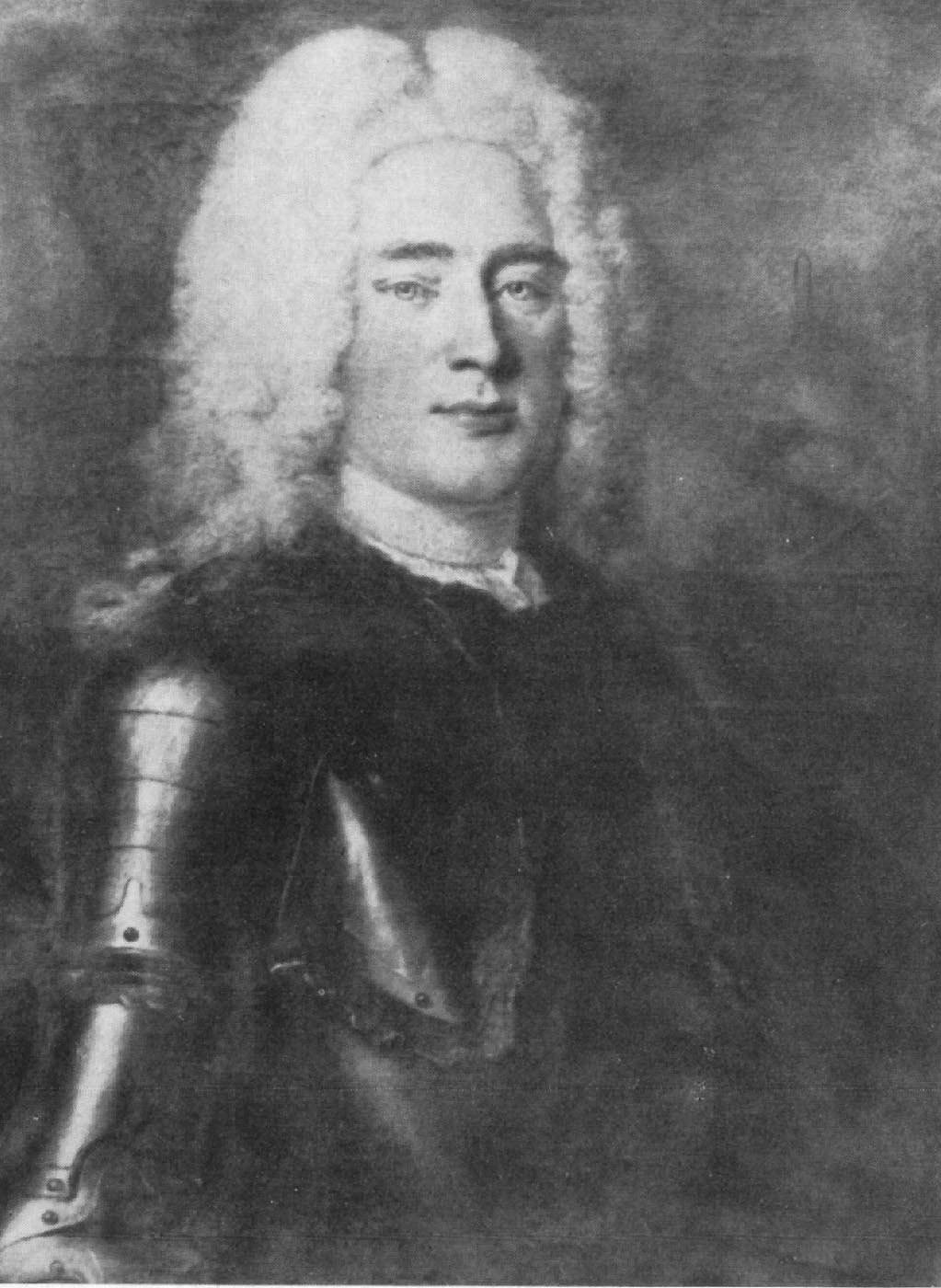
Helmuth Reichsgraf von Plessen: von 1741 bis 1761 Schlossherr

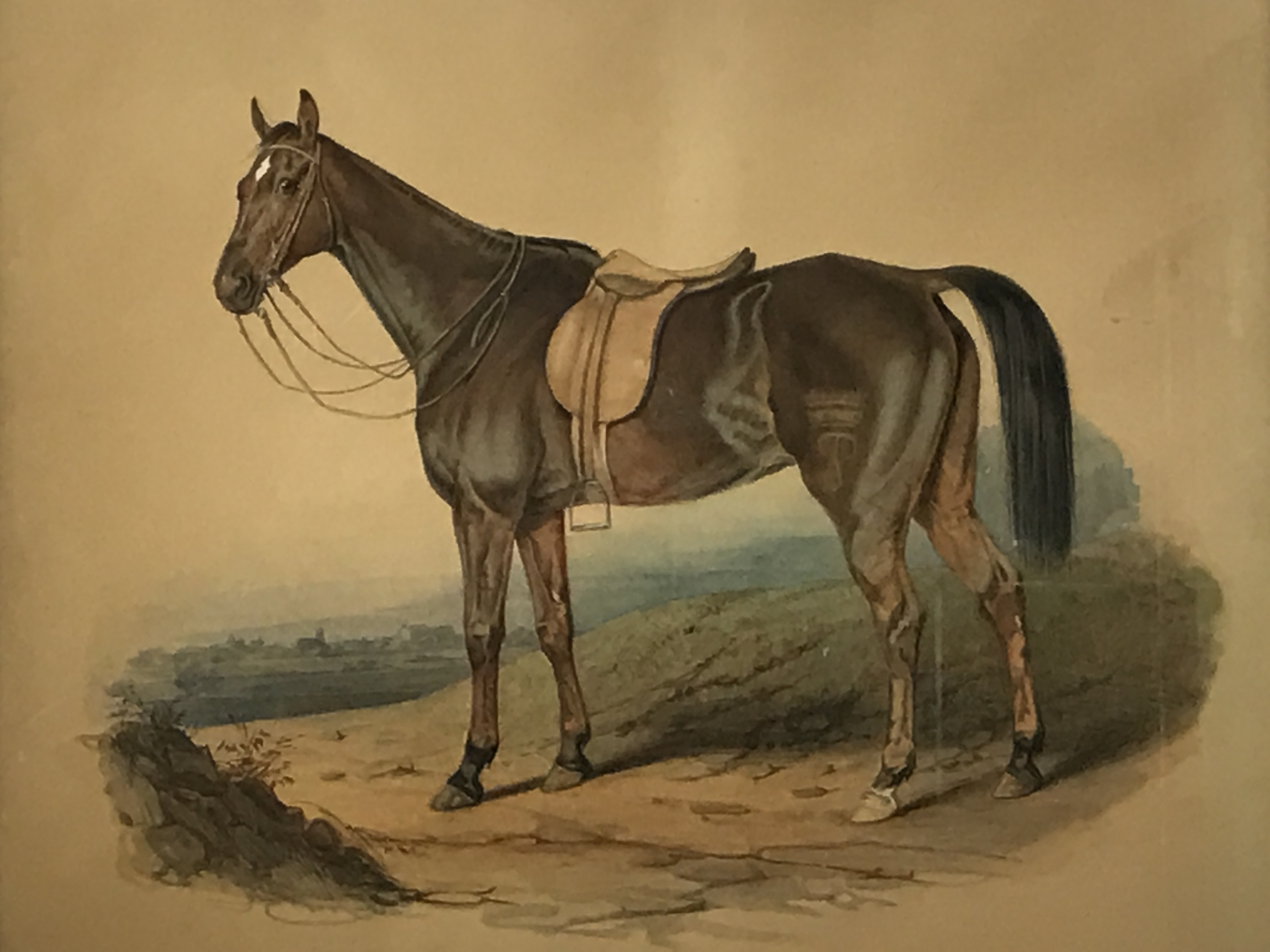
Hengst Bras de fer (Jahrgang 1837), Galopprennpferd von Alfred von Rauch, Leutnant im Regiment der Gardes du Corps, mit Brandzeichen des Gräflich Plessenschen Gestüts Ivenack. Unsignierte Skizze, wohl von Theodor Schloepke, um 1842

Auf von Koppelow geht der Wiederaufbau des Schlosses und der Ivenacker Kirche zurück. Über die Heirat seiner Witwe mit Helmuth von Plessen, späterem Reichsgrafen von Plessen, auf Cambs und Torgelow gelangte das Gut Ivenack in dessen Besitz. Er erwirkte per testamentarischer Verfügung, dass das Gut 1761 zum Fideikommiss der Reichsgrafen von Plessen wurde. Noch im selben Jahr starb Helmuth von Plessen kinderlos, sodass der Besitz aufgrund testamentarischer Verfügung an seinen Neffen Helmuth Burchard Hartwig von Maltzahn († 1797) aus dem Hause Kummerow fiel, einen Sohn von Helmuths Schwester Elisabeth Magdalene. Testamentarisch war auch geregelt worden, dass künftig der jeweilige Majoratsinhaber aus der Ivenacker Linie der Familie Maltzahn neben seinem Familiennamen Titel und Wappen eines Reichsgrafen von Plessen führen sollte, was mit kaiserlichem Diplom bestätigt wurde.
Der Däne Friedrich von Buchwald schrieb 1786 über das Leben auf Ivenack:
„Man lebt auf Ivenack vollkommen so wie an den Höfen der kleinen deutschen Fürsten, nur mit dem Unterschied, dass man dort davon befreit ist, fade Complimente zu machen, und hirnlosen Schnickschnack anzuhören. Prinz Heinrich von Preußen, welcher im Sommer, den er auf Rheinsberg zubringt, nur neun Meilen davon entfernt ist, kommt, nebst verschiedenen fürstlichen Personen, von Zeit zu Zeit hierher.“
Im Juli 1796 statteten der preußische Kronprinz Friedrich Wilhelm und seine Frau, die spätere Preußenkönigin Luise Ivenack einen Kurzbesuch ab. Als bald darauf auch Helmuth Burchard Hartwig von Maltzahn, Graf von Plessen, nach offiziellen Angaben unvermählt und kinderlos starb (Helmuth Burchard Hartwig von Maltzahn hatte 8 uneheliche Kinder aus 3 Beziehungen, die den Familiennamen Freudenfeld erhielten), kam der Besitz 1797 an dessen Neffen Albrecht Joachim von Maltzahn, Graf von Plessen (1762–1828; Nr. 954 der Geschlechtszählung, einen Sohn seines jüngeren Bruders Christoph Gustav Friedrich von Maltzahn (1733–1792) auf Rottmannshagen, Rützenfelde, Pinnow, Duckow und Zettemin sowie dessen Ehefrau Diederike Eleonore von Zülow a.d.H. Flensdorf (1736–1819)). Unter Albrecht Joachim erhielt die Schlossanlage im Wesentlichen ihre heutige Gestalt. Der Park wurde um 1800 unter Verwendung der alten barocken Strukturen in einen englischen Landschaftsgarten umgestaltet. Im Park entstanden ein Teehaus und eine Orangerie. Nordwestlich schließt sich an den Schlosspark ein großer Tiergarten an, in dem sich die berühmten Ivenacker Eichen befinden. 1810 erhielt das Schloss einen Seitenflügel.
An der Schwelle des 19. Jahrhunderts machte die Vollblutzucht der Grafen Plessen und besonders dessen Zuchthengst Herodot Ivenack weit über Landesgrenzen hinaus bekannt.

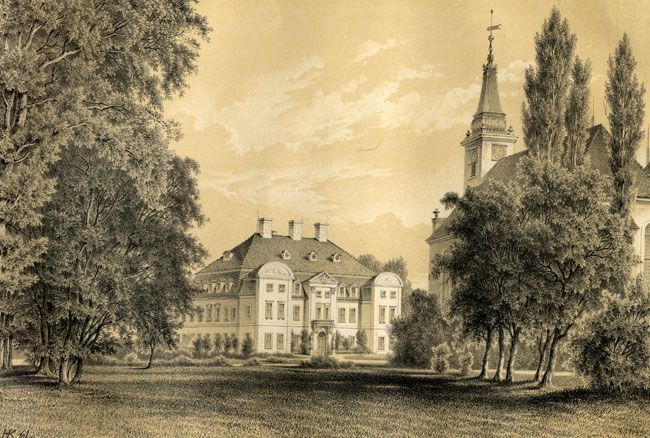
Schloss Ivenack um 1880

Das Gut mit seinen neun Nebengütern wuchs im 19. Jahrhundert auf 48 Hufen an und hatte rund 2000 Einwohner. Es wurde in der Folgezeit an die Nachfahren von Albrecht Joachim vererbt, der in erster Ehe mit Charlotte von Wackerbarth-Kassow und nach deren Tod ab 1791 in zweiter Ehe mit Amelie Gräfin von Schwerin-Wolfshagen verheiratet war. Ihm folgte zunächst sein ältester Sohn Gustav Theodor Helmuth Diederich von Maltzahn, Graf von Plessen (1788–1862) mit seiner Ehefrau Cecilie von Rauch (1795–1854), darauf 1862 der Enkel Adolf Freiherr von Maltzahn, Graf von Plessen-Ivenack (1835–1909), vermählt mit Elisabeth Charlotte von Meyerinck (1837–1924). Der gesellschaftliche Stellenwert des Freiherrn von Maltzahn Graf von Plessen-Ivenack drückt sich auch durch seine Position als Vorsitzender des Verwaltungsrates des Geschlechtsverbandes derer von Maltzahn und Maltzan aus.
1888 hatte das Hauptgut Ivenack zusammen mit den zugehörigen neun Nebengütern Basepohl, Fahrenholz, Goddin, Grischow, Klockow, Krummsee, Wackerow, Weitendorf und Zolkendorf (heute Ortsteile verschiedener Gemeinden des Amtes Stavenhagen) eine landwirtschaftliche Nutzfläche von 6.964 Hektar und war damit das mit Abstand größte ritterschaftliche Gut in Mecklenburg. Das Gut war ein fideikommissarisches Allod und bestand aus Äckern, Gärten, Wiesen, Weiden und Wald. Es gab zwölf bäuerliche Besitzhöfe in Erbpacht, sowie eine Wassermühle, eine Ziegelei und eine Dampfmolkerei auf dem Gut. Das Gut unterlag zum Zweck der Besteuerung einem eigens eingerichteten ritterschaftlichen Amt Ivenack. Zeitweise gehörte noch Nebengut in Vorpommern zu Ivenack. Eigentlicher Erbe wäre damals Albrecht Gustav Richard Freiherr von Maltzahn gewesen, der mit Ehrengard von Klitzing-Demerthin (1863–1948) verheiratete Leutnant verstarb 1900 aber früh und so übernahm nachfolgend sein Sohn den Besitz und den daran geknüpften Grafentitel.
Die Besitzerfamilie residierte bis 1936 im Ivenacker Schloss, bis sie die Steuerlast nicht mehr tragen konnte. Nach dem Einmarsch der Roten Armee erschoss der Gutsherr Albrecht Adolf Lebrecht Helmuth Freiherr von Maltzahn, Graf von Plessen, geboren 1891 am 2. Mai 1945 seine Frau Magdalena, geb. Gräfin von Waldersee, geboren in Ivenack 1893, sowie das Kindermädchen Emma Fuchs und sich selbst im Waldstück Rehgarten. Später wurden sie von ihren Leuten heimlich unter Birken auf dem alten Friedhof des Gutes nahe der Kirche beerdigt. An sie erinnert ein Gedenkstein. In den Tagen des Kriegsendes nahmen sich 29 Menschen in Ivenack das Leben.

### Verwendung nach 1945
Nach 1945 wurde das Schloss erst ein Aussiedlerheim und diente danach als Alten- und Pflegeheim für geistig Behinderte. Das Schloss, die Orangerie und das Teehaus kamen im Jahr 2000 in den Besitz von Christian Brueck, Geschäftsführer des Parkettherstellers Sanforst Holzveredelung in Stavenhagen. Zusammen mit der Gemeinde Ivenack und einem Agrarbetrieb wollte die Firma Sanforst eine mit Holz gefeuerte Kraft-Wärme-Anlage in den Wirtschaftsgebäuden der ehemaligen Ivenacker Gutsanlage errichten. Der Parkettfabrikant wollte dort seine Holzabfälle, der Landwirtschaftsbetrieb Stroh zur Energiegewinnung nutzen. Außerdem wurde 2003 der Förderverein Schloss Ivenack e. V., der sich die Schaffung eines regionalen Bildungs-, Kultur- und Vermarktungszentrum Ivenack zum Ziel gesetzt hatte, ins Leben gerufen. Das Projekt wurde jedoch im April 2005 abgebrochen.
Während die Kirche in den Jahren 1996 bis 2004 umfassend renoviert werden konnte, sind Teehaus und Orangerie noch unsaniert. Auch die Sanierung des Schlosses kommt nur schleppend voran. Die umliegenden Wirtschaftsgebäude sind teilweise zu Wohneigentum parzelliert. Das gesamte Ensemble ist als nationales Kulturgut eingestuft.
Das Schloss und die zugehörige Parkanlage – samt Orangerie und Teehaus – wurden im Jahr 2012 im Zuge einer Nachverhandlung zu einer erfolglos angesetzten Versteigerung unter dem festgesetzten Mindestgebot von 285.000 Euro an den dänischen Geschäftsmann Lars Fogh verkauft; als Kaufpreis sei letztlich „eine sechsstellige Summe“ erzielt worden. Der Käufer plane nun zunächst eine „Notsicherung“ des maroden Gebäudeensembles. Eine zeitweise favorisierte Übernahme der historischen Schlossanlage durch das Land Mecklenburg-Vorpommern oder eine Stiftung waren zuvor gescheitert. Fogh hatte zuvor bereits das Gutshaus Retzow bei Rechlin saniert. 2019 begann die aufwändige Sanierung des Dachstuhls, der – wie weite Teile des Gebäudes – vom Hausschwamm befallen ist.

## Architektur und Ausstattung

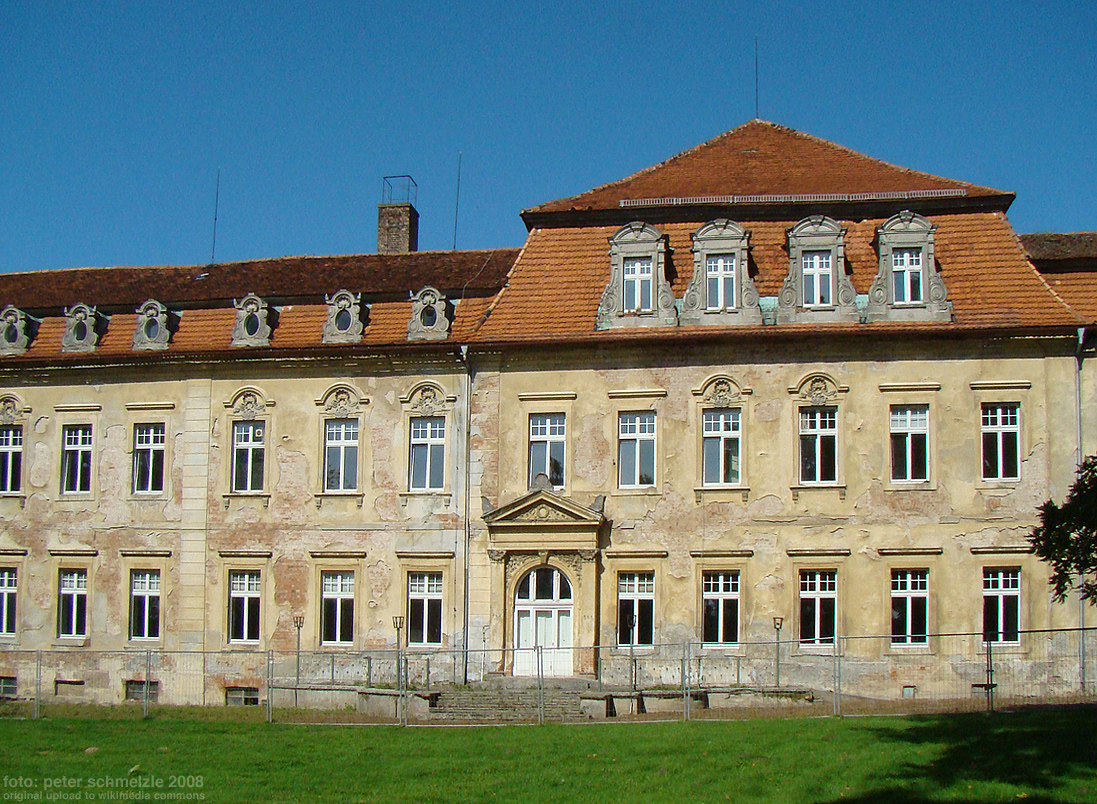
Blick auf die Südfassade des Südflügels

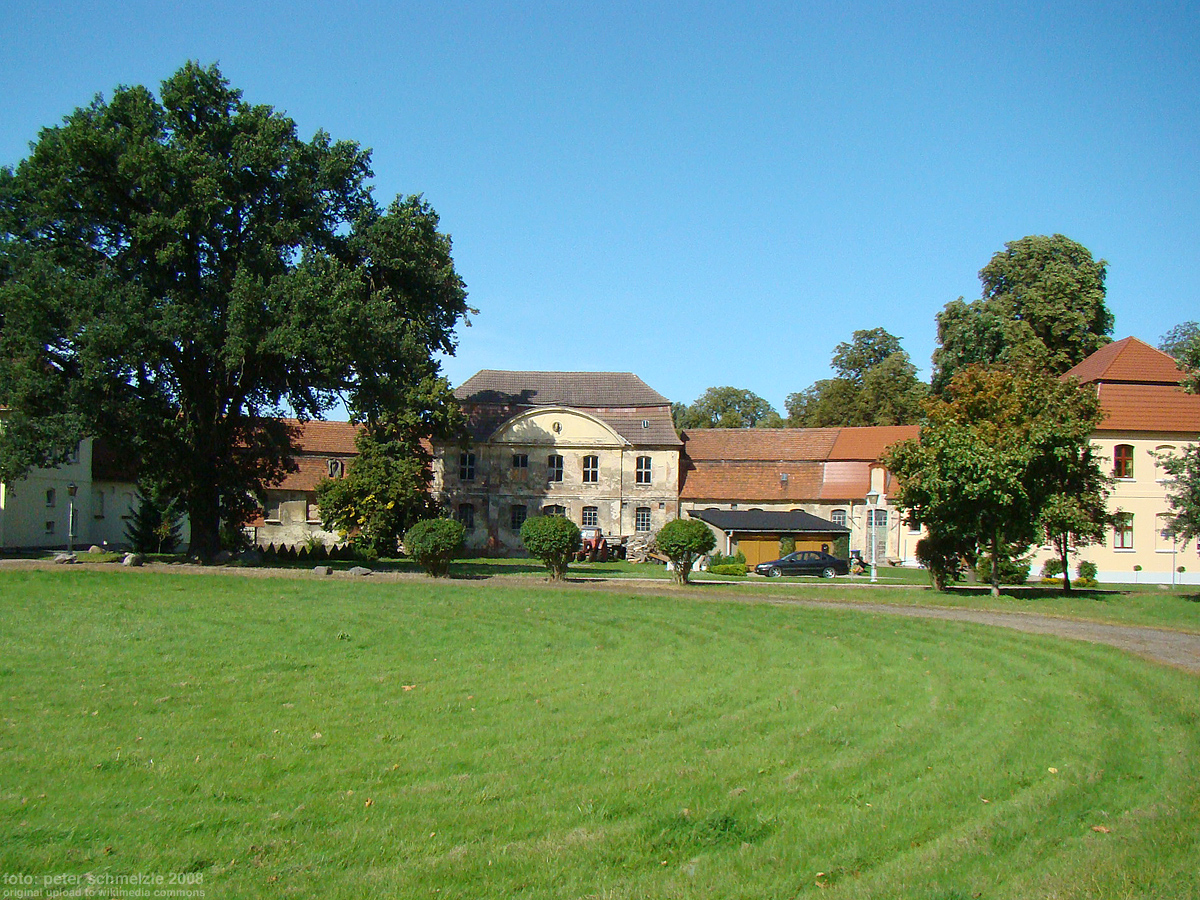
Marstall

Schloss Ivenack ist ein zweigeschossiger, dreiflügeliger Putzbau mit einem Mansard- und Walmdach. Der Hauptflügel befindet sich im Osten, im Süden und Norden bilden Seitenflügel einen nach Westen zum Ivenacker See hin offenen Ehrenhof mit dreiachsigem, übergiebeltem Mittelrisalit. Die Ostseite zum Schlosspark und der Kirche hin weist einen von Pilastern gegliedertem, zweiachsigen, dreieckig übergiebelten Mittelrisalit sowie zwei zweiachsige Seitenrisalite mit Segmentbogengiebeln auf. Die Giebel der Risalite sind mit Figurenfriesen geschmückt. Der Nordwestflügel enthält Reste eines Fachwerkgebäudes aus dem 16. Jahrhundert, vermutlich Teile des ersten, unter Herzog Johann VII. errichteten Herrenhauses. Zu den Kunstschätzen des Schlossgebäudes zählen im Inneren das Treppenhaus mit dreiläufiger Treppe, die Wandschränke in der Bibliothek, einige erhaltene Wandvertäfelungen, Parkett und Kamine. Im großen Festsaal ist trotz der Raumteilung der wertvolle Deckenstuck weitestgehend erhalten geblieben.

## Marstall und Schlosspark
Der Marstall ganz in der Nähe des Schlosses ist eine durch Verbindungstrakte und Eckpavillons halbkreisförmige, nach Südosten geöffnete Anlage, deren Mitte ein zweigeschossiger und fünfachsiger Putzbau bildet. Der Marstall beherbergte den wertvollsten Besitz des Gutes, die in Ivenack gezüchteten Reitpferde (Vollblutzucht). Aus dem Ivenacker Gestüt ging Anfang des 19. Jahrhunderts der Prachthengst Herodot hervor. Die Qualitäten dieses Schimmels blieben auch Napoleon nicht verborgen, jedenfalls soll er das Tier auf seinem Beutezug mit nach Paris genommen haben, von wo es erst auf Veranlassung Marschall Blüchers nach den Befreiungskriegen zurückkehrte. Zwei Pferdebüsten erinnern an Herodot. Eine hängt am Giebel des Marstalls, die andere über der Tür zur Reithalle im Inneren des Gebäudes.
Östlich an das Schloss schließt sich der Schlosspark mit Ivenacker Kirche, Teehaus und Orangerie an. Im Bereich nördlich der Kirche lag bis zum Ende des 18. Jahrhunderts der Friedhof. Die Orangerie ist ein rechteckiger Putzbau mit Pilastern, Rundbogenfenstern und Walmdach. Das Teehaus ein eingeschossiger, neunachsiger Putzbau, der ebenfalls mit Pilastern gegliedert und von einem Walmdach bedeckt ist.
Die historische Wohnbebauung von Ivenack ist im Wesentlichen auf den Schlossbereich bezogen. Längs der vom Schloss nach Osten führenden Eichenallee reihen sich die Wohnhäuser auf.

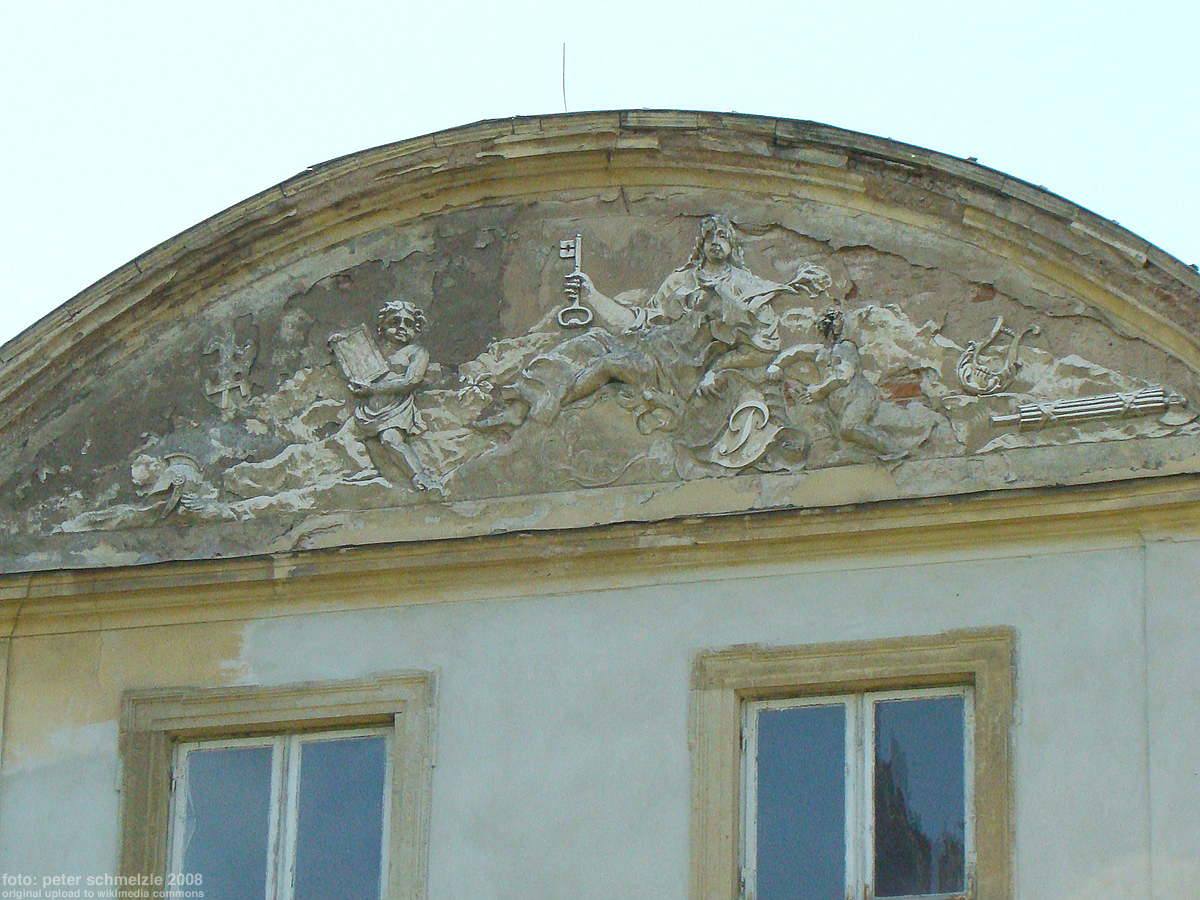
Segmentbogengiebel eines Eckrisalits
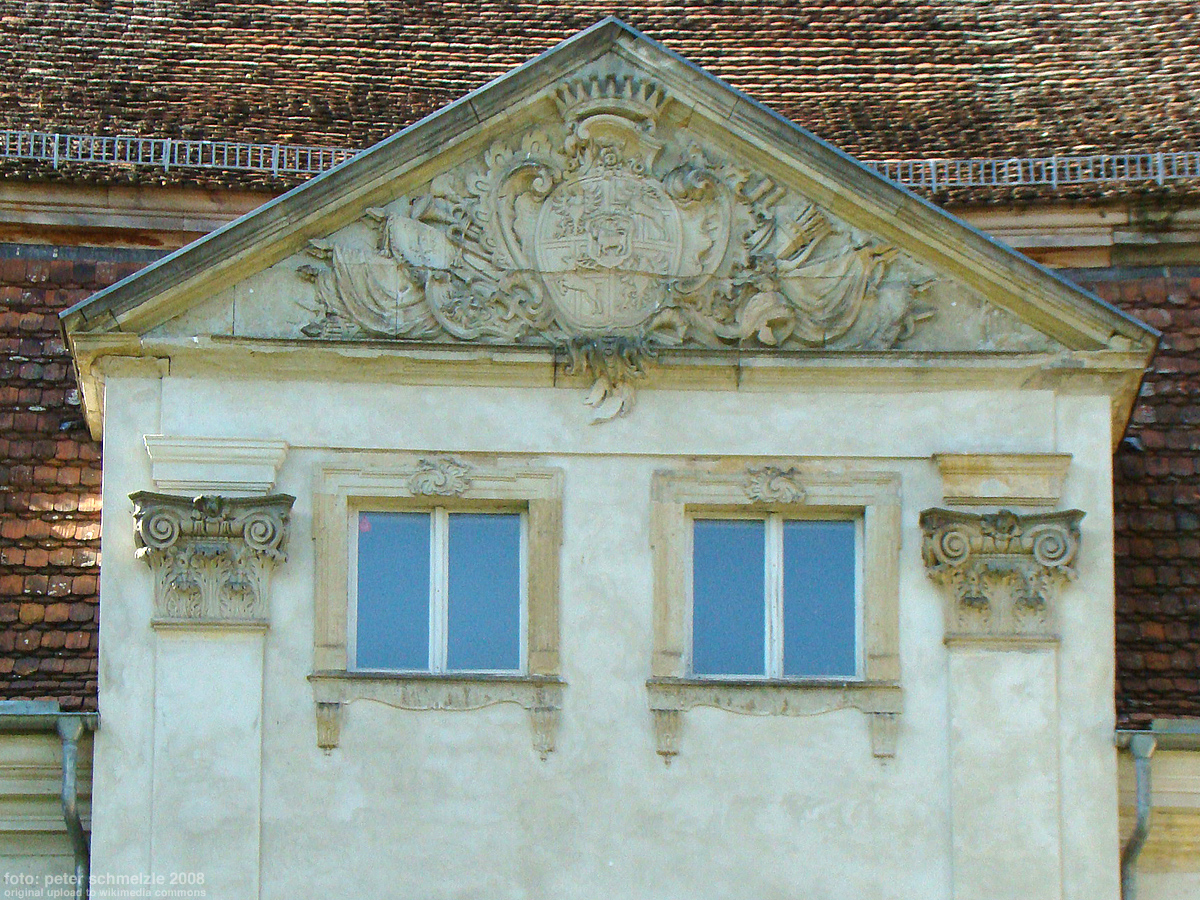
Dreiecksgiebel des Mittelrisalits
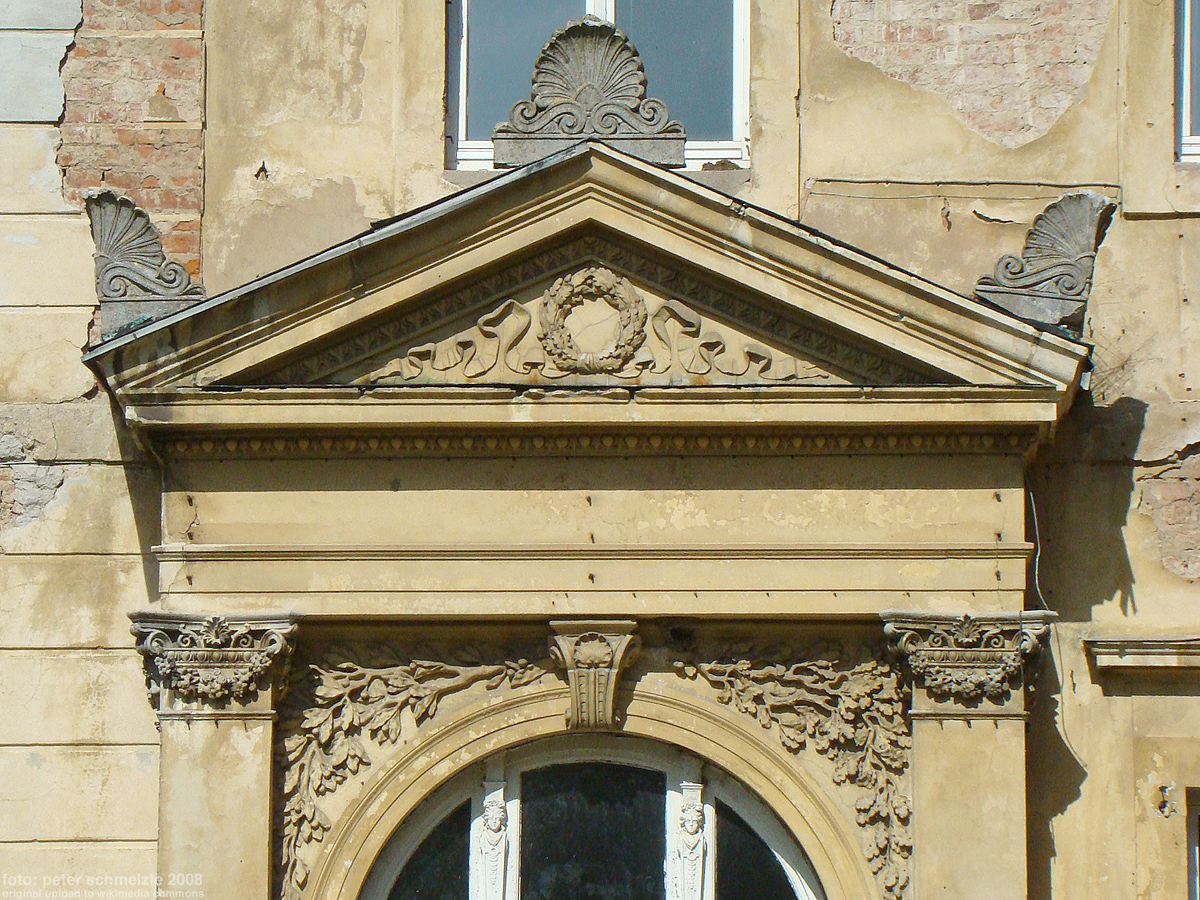
Detail von der Terrassentür am Südflügel
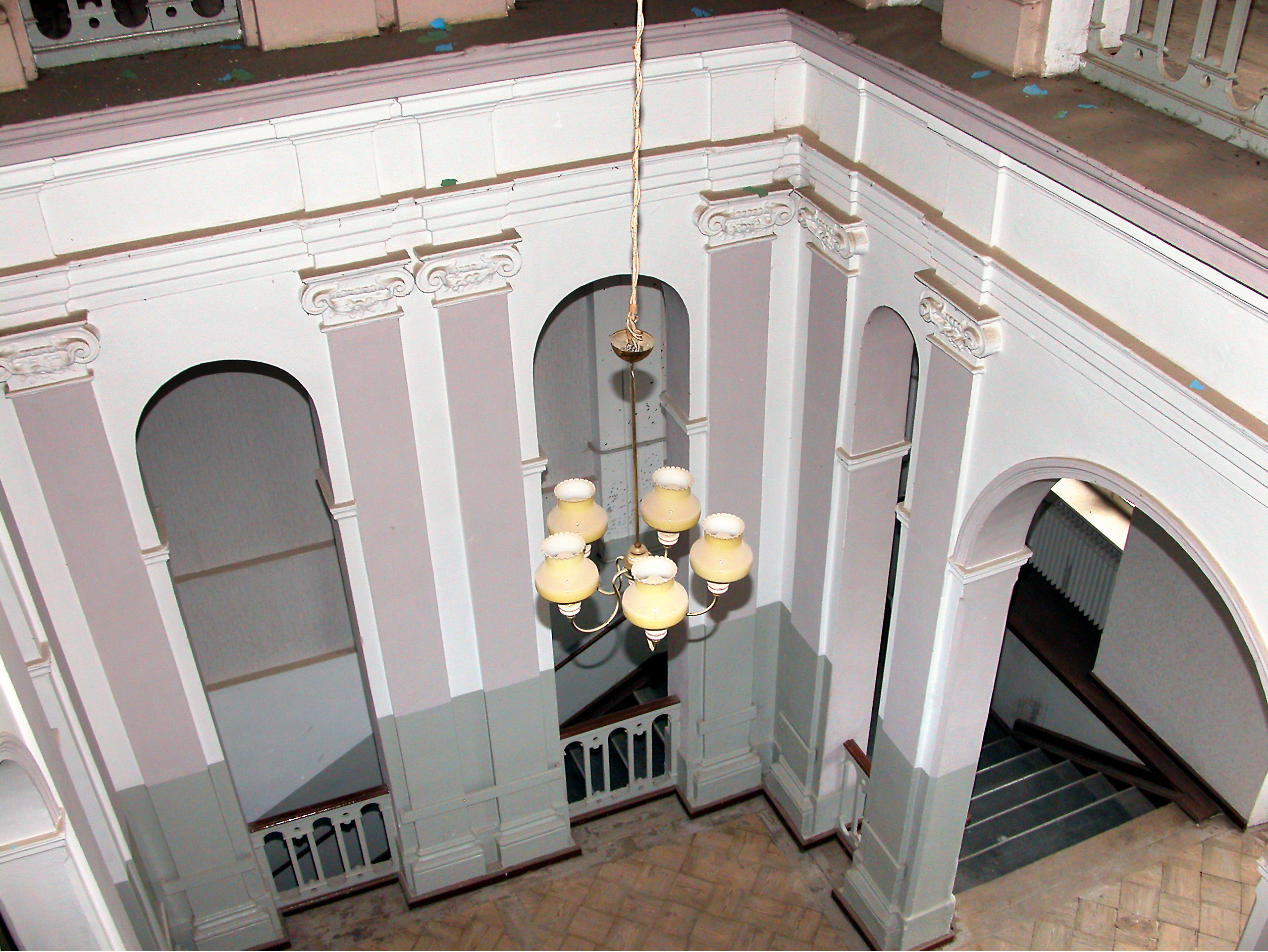
Treppenhaus
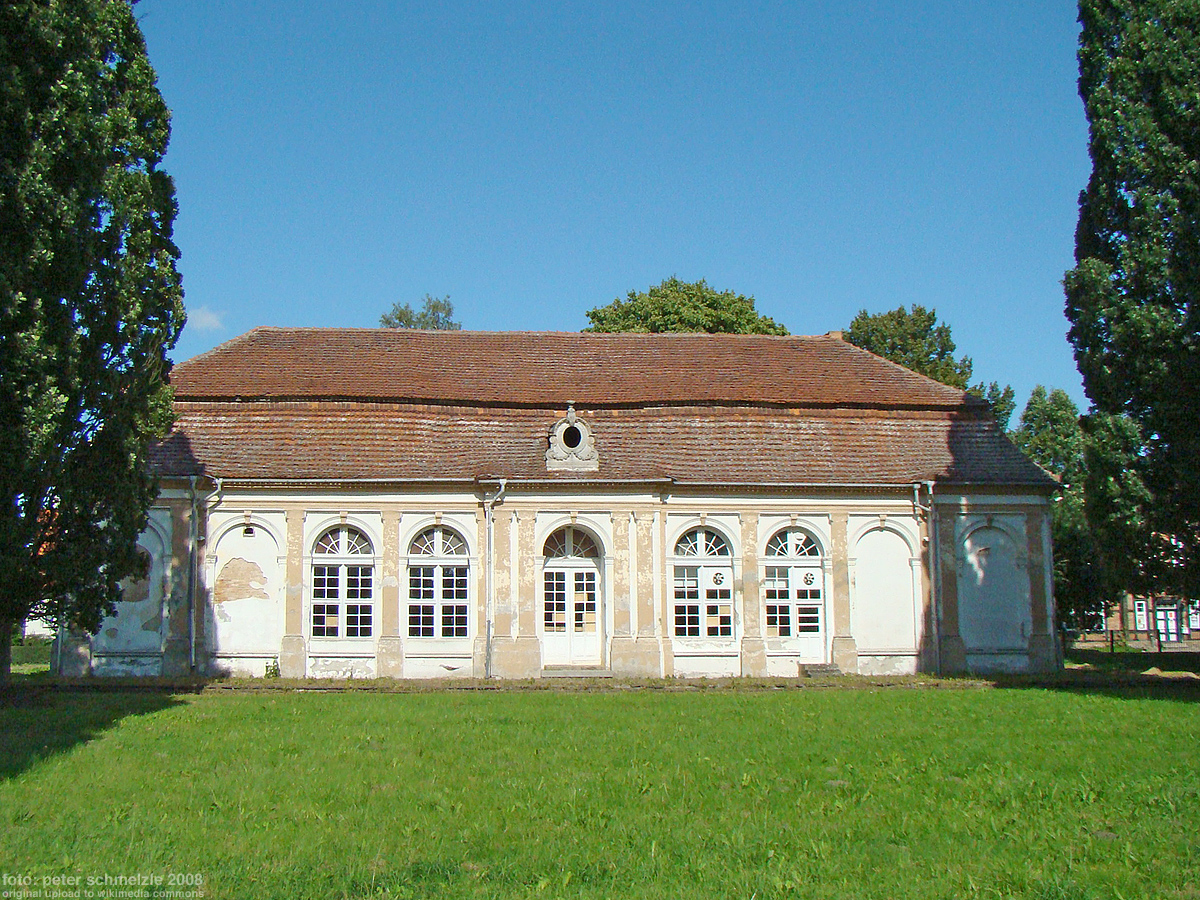
Orangerie
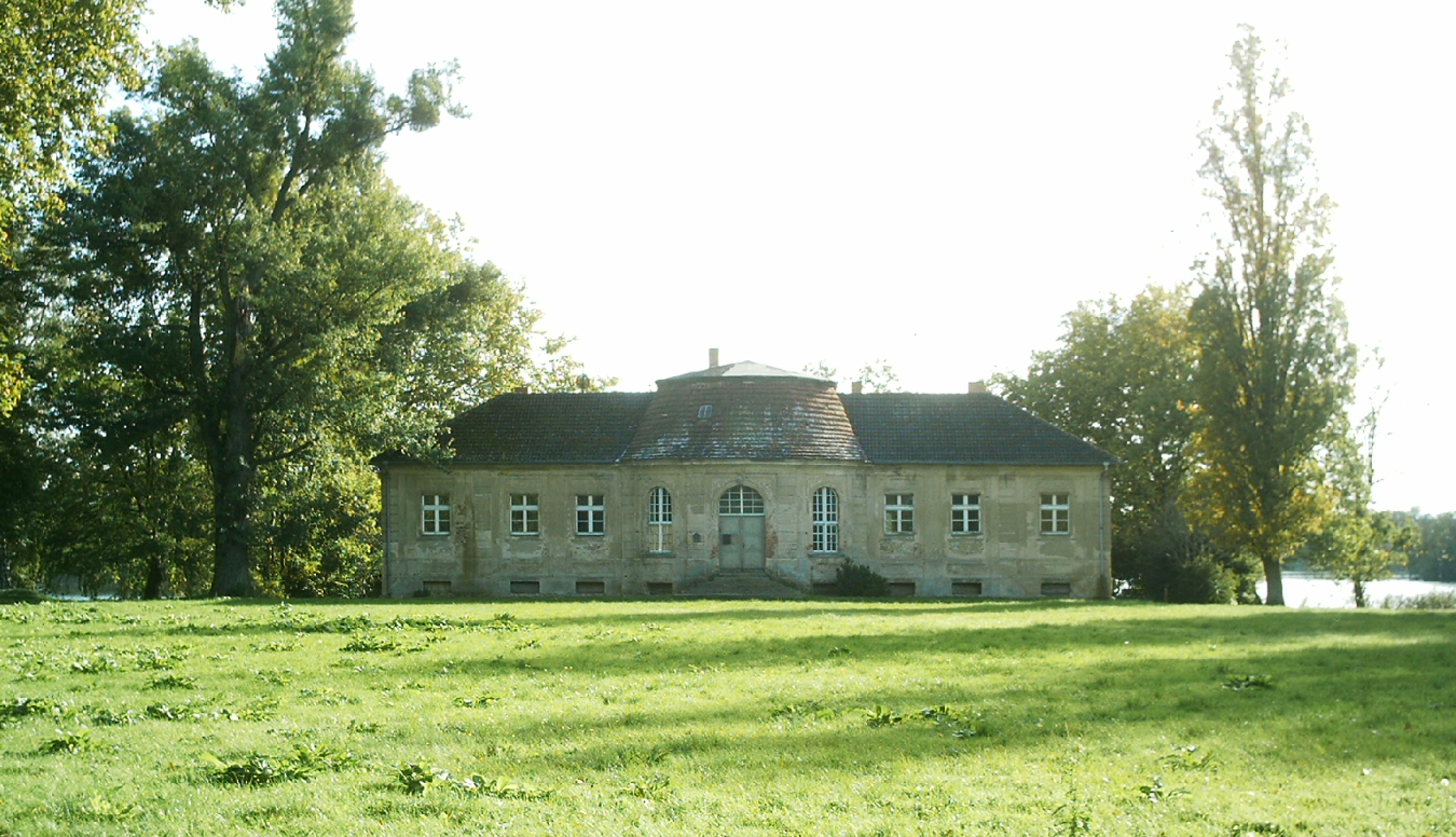
Teehaus
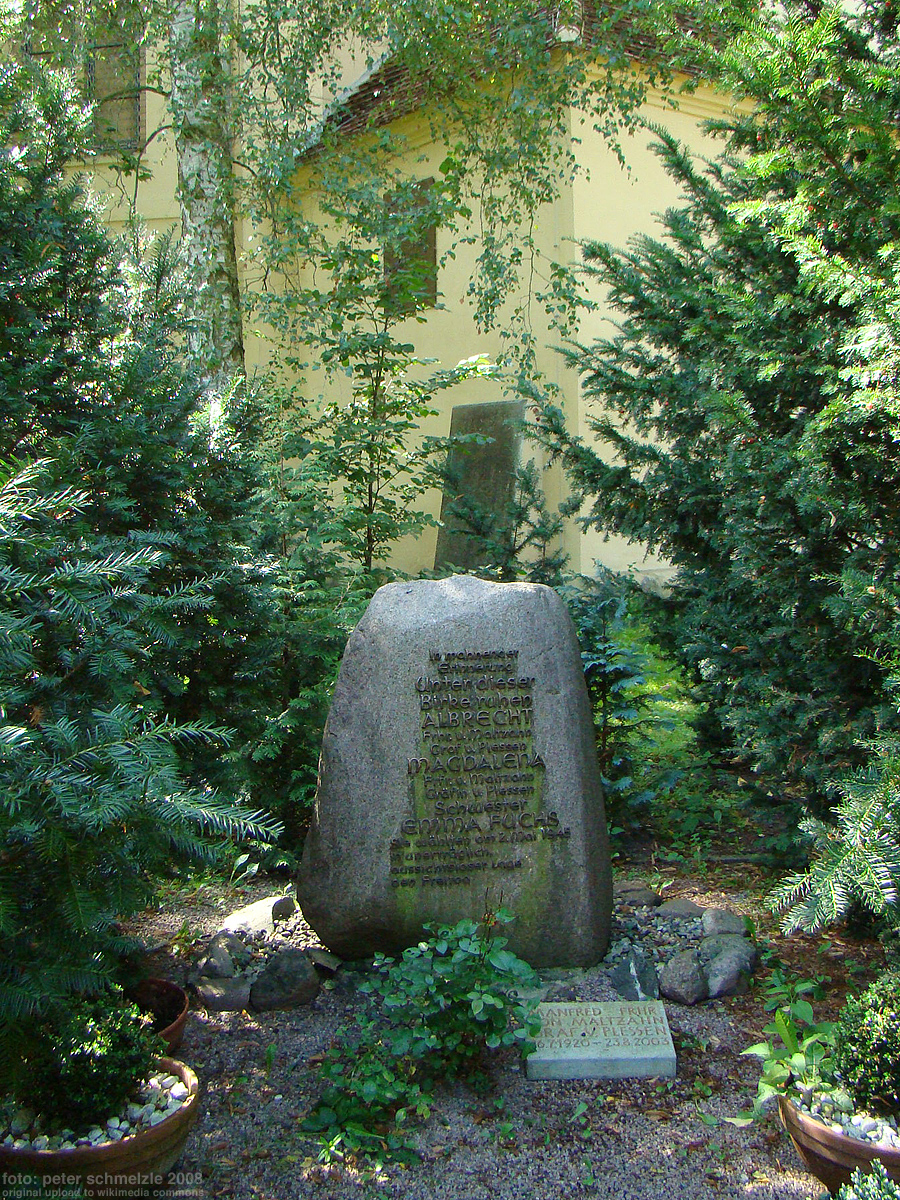
Gedenkstein 1945
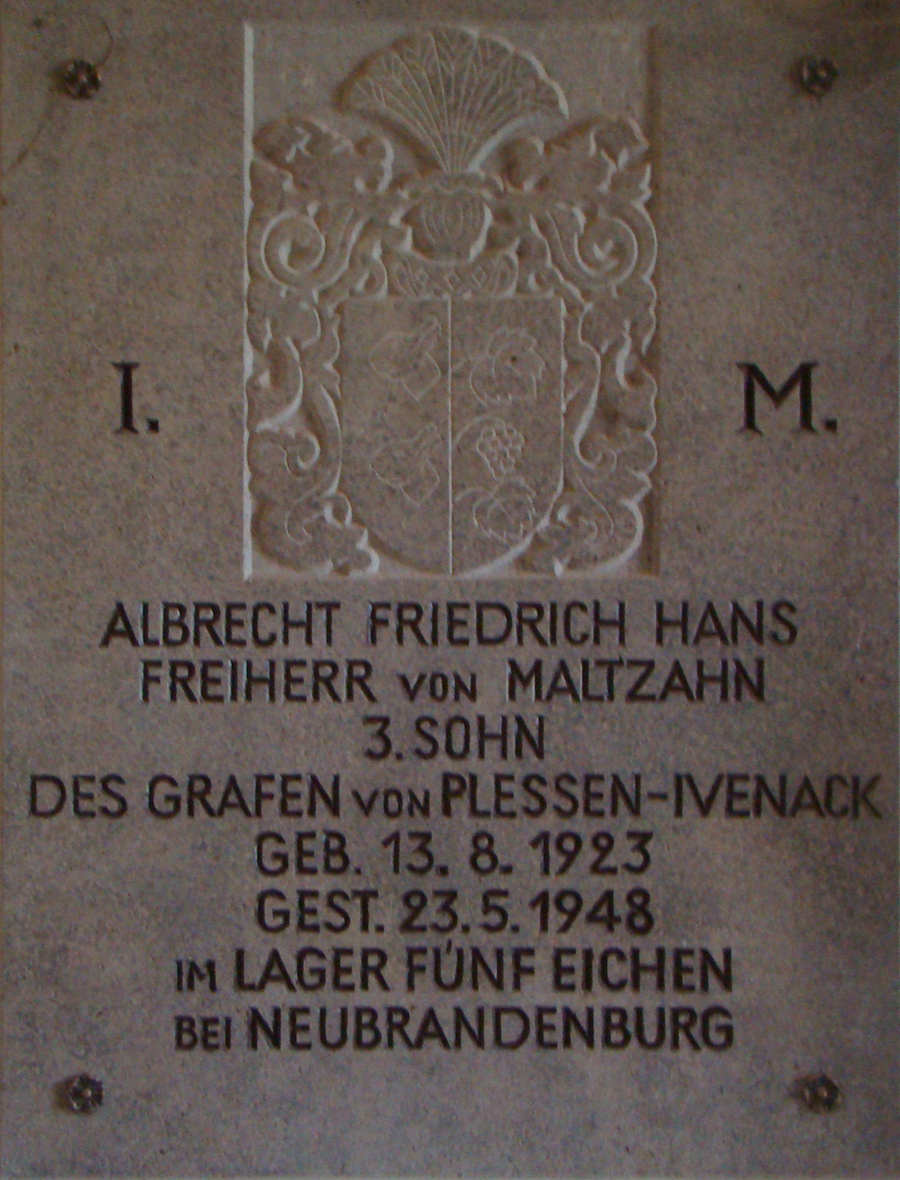
Erinnerungstafel Albrecht Friedrich Hans Freiherr von Maltzahn (1923–1948)